# Tournoi OHRA
Les tournois OHRA sont des tournois d'échecs sponsorisés par la société d'assurance néerlandaise OHRA (nl) dans les années 1980 à Amsterdam (SCHAAKFESTIVAL Amsterdam) et à Bruxelles.
Ces tournois internationaux attirent l'élite mondiale. 

## Palmarès

### Tournoi OHRA d'Amsterdam (1985-1990)
Le tournoi OHRA-A réunissait chaque année six grands maîtres dans un tournoi à deux tours.
| Année | Vainqueur(s)                   | Deuxième(s)                            | Troisième(s)                                     | Quatrième(s)                    | Cinquième(s)                     | Dernier             |
| ----- | ------------------------------ | -------------------------------------- | ------------------------------------------------ | ------------------------------- | -------------------------------- | ------------------- |
| 1985  | Anatoli Karpov (7 / 10)        | Jan Timman                             | John Nunn                                        | Anthony Miles                   | Slobodan Martinović              | Jaime Sunye Neto    |
| 1986  | Ljubomir Ljubojević (6,5 / 10) | John van der Wiel                      | Zoltan Ribli                                     | Jan Timman Rafael Vaganian      |                                  | Ferdinand Hellers   |
| 1987  | John van der Wiel (6,5 / 10)   | Murray Chandler Boris Gulko Jan Timman |                                                  |                                 | Aleksandr Tchernine Jeroen Piket |                     |
| 1988  | Viktor Kortchnoï (6 / 10)      | John Nunn                              | John van der Wiel Vlastimil Hort Predrag Nikolic |                                 |                                  | Ljubomir Ljubojević |
| 1989  | Aleksandr Beliavski (7 / 10)   | Jonathan Speelman Viktor Kortchnoï     |                                                  | Boris Gulko                     | Jeroen Piket John van der Wiel   |                     |
| 1990  | Aleksandr Beliavski (6,5 / 10) | Lajos Portisch                         | Viktor Kortchnoï                                 | Zurab Azmaiparashvili John Nunn |                                  | John van der Wiel   |

### Tournoi OHRA de Bruxelles (1985 à 1987)
| Année | Vainqueur           | Deuxième             | Troisième(s)                                     | Quatrième | Cinquième   | Sixième         | Notes |
| ----- | ------------------- | -------------------- | ------------------------------------------------ | --------- | ----------- | --------------- | --- |
| 1985  | Viktor Kortchnoï    | Boris Spassky        | John van der Wiel                                | Gyula Sax | John Nunn   | Yehuda Grunfeld | Tournoi de grands maîtres 14 joueurs, tournoi toutes rondes 7e-8e : Zsuzsa Polgar et Carlos Garcia Palermo |
| 1986  | Garry Kasparov      | Viktor Kortchnoï     | Robert Hübner John Nunn                          |           | Nigel Short | Lajos Portisch  | Tournoi de grands maîtres 6 joueurs, tournoi à deux tours                                                  |
| 1987  | Nona Gaprindashvili | Maia Tchibourdanidzé | Max Dlugy Eric Lobron William Watson Luc Winants |           |             |                 | Match-tournoi OHRA hommes contre femmes Huit joueurs                                                       |

### Tournois open OHRA d'Amsterdam (1982-1990)
La série de tournois d'Amsterdam (OHRA) a été organisée entre 1982 et 1990, en parallèle avec un fort tournoi open. Un tournoi fermé avec les meilleurs joueurs du monde a été organisé entre 1985 et 1990.
| Année | Vainqueur(s)                             | Deuxièmes                                               | Notes                                  |
| ----- | ---------------------------------------- | ------------------------------------------------------- | -------------------------------------- |
| 1982  | Vlastimil Hort Nigel Short               |                                                         | tournoi OHRA open 32 joueurs, 9 rondes |
| 1983  | Murray Chandler Gyula Sax                |                                                         | tournoi OHRA open 32 joueurs, 9 rondes |
| 1984  | Jan Timman                               | Lajos Portisch                                          | tournoi OHRA open 24 joueurs, 9 rondes |
| 1985  | Ferdinand Hellers                        | Ivan Farago Sergey Kudrin Bojan Kurajica Daniel Campora | tournoi OHRA open 32 joueurs, 9 rondes |
| 1986  | Alonso Zapata                            | Jacob Murey Jan Smejkal Efim Geller                     | tournoi OHRA open 32 joueurs, 9 rondes |
| 1987  | Vlastimil Hort Amador Rodríguez Céspedes |                                                         | tournoi OHRA open 28 joueurs, 9 rondes |
| 1988  | Boris Gulko, Boris Guelfand, Eric Lobron |                                                         | tournoi OHRA open 24 joueurs, 9 rondes |
| 1989  | Zurab Azmaiparashvili, Lev Psakhis       |                                                         | tournoi OHRA open 26 joueurs, 9 rondes |
| 1990  | Vladimir Toukmakov Judit Polgar          |                                                         | tournoi OHRA open 24 joueurs, 9 rondes |

### Tournoi open de Bruxelles (1985-1987)
| Année | Vainqueur(s)                             | Deuxième   | Troisième(s) | Notes             |
| ----- | ---------------------------------------- | ---------- | ------------ | ----------------- |
| 1986  | William Watson                           | Lev Gutman | Ivan Farago  | tournoi OHRA Open |
| 1987  | Jeroen Piket, Glenn Flear Dušan Rajković |            |              | tournoi OHRA Open |

## Tables des tournois fermés

### Amsterdam 1985
|   | Joueur              | Elo  | Âge | Pays             | Score    | 1  | 2  | 3  | 4  | 5  | 6  |
| - | ------------------- | ---- | --- | ---------------- | -------- | -- | -- | -- | -- | -- | -- |
| 1 | Anatoli Karpov      | 2720 | 34  | Union soviétique | 7.0 / 10 | XX | == | 11 | 1= | == | 1= |
| 2 | Jan Timman          | 2640 | 34  | Pays-Bas         | 6.5 / 10 | == | XX | == | 01 | 11 | =1 |
| 3 | John Nunn           | 2600 | 30  | Angleterre       | 5.5 / 10 | 00 | == | XX | == | =1 | 11 |
| 4 | Tony Miles          | 2560 | 29  | Angleterre       | 4.5 / 10 | 0= | 10 | == | XX | 10 | == |
| 5 | Slobodan Martinović | 2460 | 40  | Serbie           | 3.5 / 10 | == | 00 | =0 | 01 | XX | == |
| 6 | Jaime Sunye Neto    | 2480 | 28  | Brésil           | 3.0 / 10 | 0= | =0 | 00 | == | == | XX |

### Amsterdam 1986
|   | Joueur              | Elo  | Âge | Pays     | Score    | 1  | 2  | 3  | 4  | 5  | 6  |
| - | ------------------- | ---- | --- | -------- | -------- | -- | -- | -- | -- | -- | -- |
| 1 | Ljubomir Ljubojević | 2600 | 36  | Serbie   | 6.5 / 10 | XX | 1= | =1 | 1= | == | == |
| 2 | John van der Wiel   | 2570 | 27  | Pays-Bas | 6.0 / 10 | 0= | XX | =0 | =1 | 11 | 1= |
| 3 | Zoltan Ribli        | 2585 | 35  | Hongrie  | 5.0 / 10 | =0 | =1 | XX | =0 | == | =1 |
| 4 | Jan Timman          | 2620 | 35  | Pays-Bas | 4.5 / 10 | 0= | =0 | =1 | XX | 10 | 01 |
| 5 | Rafael Vaganian     | 2600 | 35  | Arménie  | 4.5 / 10 | == | 00 | == | 01 | XX | 1= |
| 6 | Ferdinand Hellers   | 2440 | 17  | Suède    | 3.5 / 10 | == | 0= | =0 | 10 | 0= | XX |

### Bruxelles 1986
Tournoi à deux tours organisé du 15 au 23 décembre 1986 à l'hôtel Hyatt Regency, de catégorie XVI avec le nouveau champion du monde, Garry Kasparov.
|   | Joueur           | Elo  | 1  | 2  | 3  | 4  | 5  | 6  | Total |
| - | ---------------- | ---- | -- | -- | -- | -- | -- | -- | ----- |
| 1 | Garry Kasparov   | 2740 | ** | ½½ | 11 | 11 | 01 | 1½ | 7½    |
| 2 | Viktor Kortchnoï | 2650 | ½½ | ** | 10 | ½½ | ½1 | 01 | 5½    |
| 3 | Robert Hübner    | 2620 | 00 | 01 | ** | 1½ | 1  | ½1 | 5     |
| 4 | John Nunn        | 2585 | 00 | ½½ | 0½ | ** | 11 | ½1 | 5     |
| 5 | Nigel Short      | 2615 | 10 | ½0 | 10 | 00 | ** | ½1 | 4     |
| 6 | Lajos Portisch   | 2605 | 0½ | 10 | ½0 | ½0 | ½0 | ** | 3     |

### Amsterdam 1987
|   | Joueur              | Elo  | Âge | Pays             | Score    | 1  | 2  | 3  | 4  | 5  | 6  |
| - | ------------------- | ---- | --- | ---------------- | -------- | -- | -- | -- | -- | -- | -- |
| 1 | John van der Wiel   | 2550 | 28  | Pays-Bas         | 6.5 / 10 | XX | == | =1 | == | == | 11 |
| 2 | Murray Chandler     | 2575 | 27  | Nouvelle-Zélande | 6.0 / 10 | == | XX | 0= | 1= | =1 | =1 |
| 3 | Boris Gulko         | 2565 | 40  | États-Unis       | 6.0 / 10 | =0 | 1= | XX | 01 | == | 11 |
| 4 | Jan Timman          | 2630 | 36  | Pays-Bas         | 6.0 / 10 | == | 0= | 10 | XX | 1= | 11 |
| 5 | Aleksandr Tchernine | 2580 | 27  | Union soviétique | 4.5 / 10 | == | =0 | == | 0= | XX | =1 |
| 6 | Alonso Zapata       | 2510 | 29  | Colombie         | 1.0 / 10 | 00 | =0 | 00 | 00 | =0 | XX |

### Amsterdam 1988
|     | Joueur              | Score  |
| --- | ------------------- | ------ |
| 1   | Viktor Kortchnoï    | 6/10   |
| 2   | John Nunn           | 5,5/10 |
| 3-5 | Predrag Nikolić     | 5/10   |
| 3-5 | Vlastimil Hort      | 5/10   |
| 3-5 | John van der Wiel   | 5/10   |
| 6   | Ljubomir Ljubojević | 3,5/10 |

### Amsterdam 1989
|   | Joueur              | Elo  | Âge | Pays       | Score    | 1  | 2  | 3  | 4  | 5  | 6  |
| - | ------------------- | ---- | --- | ---------- | -------- | -- | -- | -- | -- | -- | -- |
| 1 | Aleksandr Beliavski | 2620 | 36  | Slovénie   | 7.0 / 10 | XX | == | == | 1= | 1= | 11 |
| 2 | Jonathan Speelman   | 2615 | 32  | Angleterre | 5.5 / 10 | == | XX | == | == | == | 1= |
| 3 | Viktor Kortchnoï    | 2655 | 58  | Suisse     | 5.5 / 10 | == | == | XX | 00 | 11 | 1= |
| 4 | Boris Gulko         | 2610 | 42  | États-Unis | 5.0 / 10 | 0= | == | 11 | XX | == | =0 |
| 5 | John van der Wiel   | 2545 | 30  | Pays-Bas   | 3.5 / 10 | 0= | == | 00 | == | XX | == |
| 6 | Jeroen Piket        | 2540 | 20  | Pays-Bas   | 3.5 / 10 | 00 | 0= | 0= | =1 | == | XX |

### Amsterdam 1990
|   | Joueur                | Elo  | Âge | Pays       | Score    | 1  | 2  | 3  | 4  | 5  | 6  |
| - | --------------------- | ---- | --- | ---------- | -------- | -- | -- | -- | -- | -- | -- |
| 1 | Aleksandr Beliavski   | 2605 | 37  | Slovénie   | 6.5 / 10 | XX | 11 | =0 | == | 1= | =1 |
| 2 | Lajos Portisch        | 2590 | 53  | Hongrie    | 5.5 / 10 | 00 | XX | =1 | 1= | == | =1 |
| 3 | Viktor Kortchnoï      | 2630 | 59  | Suisse     | 5.0 / 10 | =1 | =0 | XX | =0 | =1 | == |
| 4 | Zurab Azmaiparashvili | 2575 | 30  | Géorgie    | 4.5 / 10 | == | 0= | =1 | XX | 0= | == |
| 5 | John Nunn             | 2610 | 35  | Angleterre | 4.5 / 10 | 0= | == | =0 | 1= | XX | == |
| 6 | John van der Wiel     | 2555 | 31  | Pays-Bas   | 4.0 / 10 | =0 | =0 | == | == | == | XX |

## Bruxelles 1987
Du 20 au 29 décembre, deux tournois sont organisés, d'une part un tournoi open de maîtres, et de l'autre un tournoi qui oppose quatre joueurs à quatre joueuses.
Dans le tournoi de maîtres, le public découvre la jeune Judit Polgár, 11 ans, qui finit 14e avec 4,5/9.

### Tournoi hommes-femmes
| Rang | Joueur               | Elo  | 1  | 2  | 3  | 4  | 5  | 6  | 7  | 8  | Total |
| ---- | -------------------- | ---- | -- | -- | -- | -- | -- | -- | -- | -- | ----- |
| 1    | Nona Gaprindashvili  | 2495 | *  | *  | *  | *  | == | =0 | 1= | 11 | 5 / 8 |
| 7    | Susan Polgar         | 2485 | *  | *  | *  | *  | 0= | =1 | == | =0 | 3,5   |
| 2    | Maia Tchibourdanidzé | 2550 | *  | *  | *  | *  | =1 | == | == | 10 | 4,5   |
| 8    | Pia Cramling         | 2445 | *  | *  | *  | *  | 01 | == | =0 | =0 | 3     |
| 3-6  | Eric Lobron          | 2530 | == | 1= | =0 | 10 | *  | *  | *  | *  | 4     |
| 3-6  | Luc Winants          | 2440 | =1 | =0 | == | == | *  | *  | *  | *  | 4     |
| 3-6  | Maxim Dlugy          | 2545 | 0= | == | == | =1 | *  | *  | *  | *  | 4     |
| 3-6  | William Watson       | 2530 | 00 | =1 | 01 | =1 | *  | *  | *  | *  | 4     |

Gaprindashvili remporte le tournoi hommes-femmes. L'équipe mascule fait ex æquo avec l'équipe féminine 16-16, composée de la championne du monde en titre, Tchibourdanidzé, de la championne du monde précédente, Gaprindashvili, et d'une future championne du monde, Susan Polgar.

### Open de maîtres
| 1   | Jeroen Piket                                                | 6 / 9   |
| 2   | Glenn Flear                                                 | 6 / 9   |
| 3   | Dušan Rajković                                              | 6 / 9   |
| 4   | John Fedorowicz                                             | 5,5 / 9 |
| 5   | Bruno Carlier                                               | 5,5 / 9 |
| 6   | Bachar Kouatly                                              | 5,5 / 9 |
| 7   | Sergey Kudrin                                               | 5,5 / 9 |
| 8   | Marc Dutreeuw                                               | 5,5 / 9 |
| ... | Lev Gutman Malcolm Pein Judit Polgar Sofia Polgar et autres |         |

## Sources
- [PDF] CREB61
- Dutchbase